# Karla Spagerer
Karla Spagerer, geb. Wetterich (* 27. Oktober 1929 in Mannheim; † 16. Mai 2025 ebenda), war eine deutsche Zeitzeugin der Zeit des Nationalsozialismus und Trägerin des Bundesverdienstkreuzes.

## Werdegang
Karla Spagerer stammte aus einer politisch engagierten Arbeiterfamilie aus dem Mannheimer Stadtteil Waldhof. Ihre Großmutter Babette Ries (1879–1960), eine überzeugte Kommunistin, wurde 1936 zu 18 Monaten Zuchthaus verurteilt, weil sie für notleidende Familien inhaftierter Widerstandskämpfer der Mannheimer Lechleiter-Gruppe Lebensmittel und Geld gesammelt hatte. Mit Annie Lechleiter, der Frau Georg Lechleiters, hatte die Familie ein enges Verhältnis. Karla Spagerers Onkel Erwin Ries war KPD-Mitglied und floh vor drohender Verhaftung und Inhaftierung in die Sowjetunion, wo er Opfer der stalinistischen Säuberungen wurde.
Karla Spagerers Eltern betrieben ab April 1939 die Arbeiterkneipe „Waldschlössel“. Im September 1939 wurde ihr Vater in die Wehrmacht eingezogen. Die Gaststätte wurde von den drei Frauen der Familie – Großmutter, Mutter und Tochter – auch noch nach der Rückkehr des Vaters aus der Kriegsgefangenschaft im Jahr 1947 weitergeführt.
Von 1947 bis zu seinem Tod im Jahr 2016 war Spagerer mit dem SPD-Politiker und Gewerkschafter Walter Spagerer verheiratet. Sie hatte zwei Söhne.
Erst nach dem Tod ihres Mannes trat Spagerer selbst verstärkt in die Öffentlichkeit. Als Zeitzeugin berichtete sie in Schulen und auf Veranstaltungen von ihrer Jugend und der politischen Verfolgung während des Nationalsozialismus sowie ihrem Erleben der Verfolgung der Juden. 2022 wurde sie von der SPD als Wahlfrau in die Bundesversammlung zur Wahl des Bundespräsidenten entsandt. Sie war das älteste Mitglied der Versammlung. 2024 trat sie in die Vereinigung der Verfolgten des Naziregimes (VVN) ein. Karla Spagerer starb im Mai 2025 im Alter von 95 Jahren.

## Ehrungen
Am 9. September 2022 wurde Karla Spagerer durch Bundespräsident Frank-Walter Steinmeier das Bundesverdienstkreuz am Bande verliehen.